# Hirtenkreuzzug von 1320
Der Hirtenkreuzzug von 1320 war der zweite der sogenannten Hirtenkreuzzüge. Der erste Hirtenkreuzzug hatte 1251 stattgefunden. Das Ziel des zweiten Hirtenkreuzzugs war eigentlich die Bekämpfung der Mauren auf der Iberischen Halbinsel. Auf dem Weg dorthin wurden hauptsächlich Juden angegriffen und getötet. Nachdem die Kreuzzügler Aragonien erreicht hatten, löste sich der Kreuzzug auf.
Anstelle von Hirtenkreuzzug (englisch Shepherds’ Crusade; französisch Croisade des pastoureaux) wird gelegentlich die Bezeichnung Pastorellen-Kreuzzug verwendet. Die Pastorellen (wörtlich „Hirten“, französisch pastoureaux) waren die Teilnehmer dieser Kreuzzüge.

## Verlauf
Der zweite Hirtenkreuzzug begann im Mai 1320 in der Normandie, als ein jugendlicher Hirte von sich behauptete, der Heilige Geist sei über ihn gekommen und habe ihn angewiesen, die Mauren in Spanien zu bekämpfen. Ähnlich wie der Kreuzzug von 1251 umfasste diese Bewegung hauptsächlich junge Männer, Frauen und Kinder. Sie marschierten nach Paris, um Philipp V. zu bitten, sie anzuführen, doch er weigerte sich, sich mit ihnen zu treffen.
Stattdessen marschierten sie südwärts nach Aquitanien und griffen Burgen, königliche Beamte, Priester und Leprakranke auf ihrem Weg an. Gewöhnlich dienten ihnen jedoch Juden als Angriffsziele, die sie in Saintes, Verdun, Cahors, Albi und Toulouse angriffen, das sie am 12. Juni erreichten. Papst Johannes XXII. in Avignon erteilte die Order, sie zu stoppen. Als sie schließlich nach Spanien gelangten, waren ihre Angriffe auf die Juden wohlbekannt, und Jakob II. von Aragonien gelobte, seine Bürger zu schützen. Zuerst wurde ihnen verboten, das Königreich überhaupt zu betreten. Als dies aber im Juli geschah, warnte Jakob seinen ganzen Adel, die Sicherheit der Juden zu gewährleisten.
Wie erwartet, griffen die Pastorellen einige Juden an, insbesondere in der Festung von Montclus, wo mehr als 300 Juden getötet wurden. Jakobs Sohn Alfons wurde ausgesandt, um sie unter Kontrolle zu bringen. Die für das Massaker von Montclus verantwortlichen Personen wurden verhaftet und hingerichtet. Es gab keine weiteren Vorkommnisse und der Kreuzzug löste sich auf.

## Hintergrund
Ähnlich wie der erste Hirtenkreuzzug wird dieser „Kreuzzug“ als Aufstand gegen die französische Monarchie betrachtet. Die Juden wurden als Symbol königlicher Macht betrachtet, da sie sowohl in Frankreich als auch in Aragonien mehr als andere Bevölkerungsteile auf den persönlichen Schutz des Königs angewiesen waren, und oft ebenfalls ein Symbol des von den Armen und von den mit hohen Steuern befrachteten Bauern gehassten königlichen Wirtschaftssystems waren. Nur einige Jahre zuvor war es den Juden erlaubt worden, nach Frankreich zurückzukehren, nachdem sie 1306 vertrieben worden waren. Alle den Juden geschuldeten Gelder wurden nach ihrer Vertreibung von der Monarchie eingezogen, was vermutlich ebenfalls dazu beitrug, dass das Landvolk die Juden mit dem König in Zusammenhang setzte.

## Folgen
1321 legte König Philipp denjenigen Gemeinden Bußgelder auf, in denen Juden getötet worden waren. Dies führte zu einem zweiten Aufruhr, dieses Mal unter der städtischen Bevölkerung, wenn auch spätere Chronisten die Idee eines „Kuhhirtenkreuzzugs“ ersannen, eine zweite Welle des Hirtenkreuzzugs. Obgleich dieser niemals stattfand, gab es jedoch mehr Angriffe auf die Juden wegen der Strafgelder.